# Новая глиптотека Карлсберга
Новая глиптотека Карлсберга (дат. Ny Carlsberg Glyptotek) — художественный музей, расположенный в Копенгагене (Дания). Основан в XIX веке сыном основателя пивоварен Карлсберг — Карлом Якобсеном (1842—1914). Коллекция музея взяла начало из частного собрания Якобсена.

## Экспозиции
В Новой глиптотеке выставлены на обозрение произведения искусства Древнего Египта, Древней Греции, Древнего Рима. Этрусская коллекция считается одной из самых богатых за пределами Италии.
На нижнем этаже представлена обширная коллекция скульптур, среди которых около тридцати работ Огюста Родена. Это самая значительная коллекция его скульптур за пределами Франции. В музее есть и бронзовые скульптуры Эдгара Дега, включая серию танцовщиц, и огромное количество работ датских и норвежских скульпторов. На верхних этажах выставлены картины импрессионистов — Мане, Писсарро, Ренуара, Дега, Сезанна, постимпресионистов — Ван Гога, Тулуз-Лотрека, Боннара и Гогена. В глиптотеке хранятся около 50 работ Поля Гогена. Широко представлены и работы художников Золотого века датской живописи.
Интерес представляет и само здание музея с зимним садом в центре. Первое крыло глиптотеки было создано архитектором Вильгельмом Далерупом и открыто в 1897 году, позже, в 1906 году, оно было дополнено новым крылом по проекту Хака Кампманна. В этом крыле хранятся античные произведения. В 1996 году музей был расширен датским архитектором Хеннингом Ларсеном. В 2006 году глиптотека вновь была реставрирована.
Новая глиптотека Карлсберга расположена напротив Тиволи, по адресу Дантес Пладс 7 в центре Копенгагена.

## История
Карл Якобсен был специализированным коллекционером произведений искусства. Он особенно интересовался античным искусством, но с годами он также приобрел значительную коллекцию французских и датских скульптур. В 1882 году его собственная вилла была расширена — к ней был добавлен зимний сад, но количество скульптур в нём вскоре превзошло количество растений. В том же году коллекция была открыта для публики. В последующие годы музей неоднократно расширялся в силу потребности в большем пространстве для его постоянно растущих коллекций. В 1885 году его «дом-музей» разросся до 19 галерей, первые 14 из которых были спроектированы Вильгельмом Далерупом, а Хак Кампманн построил последние четыре, а также осуществил перепланировку зимнего сада.